# Сто долларов США
Сто долларов США — крупнейший по номиналу федеральный резервный билет США с 1969 года (хотя выпущенные ранее более крупные банкноты номиналами 500, 1000, 5000 и 10 000 долларов действительны). В настоящее время в обращении находятся билеты серий 1996—2021 гг. На лицевой стороне изображён Бенджамин Франклин, на обратной — Индепенденс-холл.
Первые стодолларовые билеты были выпущены федеральным правительством в 1862 году. Изображение Франклина впервые появилось в серии 1914 года, а Индепенденс-холла — в серии 1928 года. В 2009 финансовом году Бюро гравировки и печати выпустило 1 785 600 000 стодолларовых банкнот. По данным Бюро, срок службы банкноты — 89 месяцев.

## Внешний вид

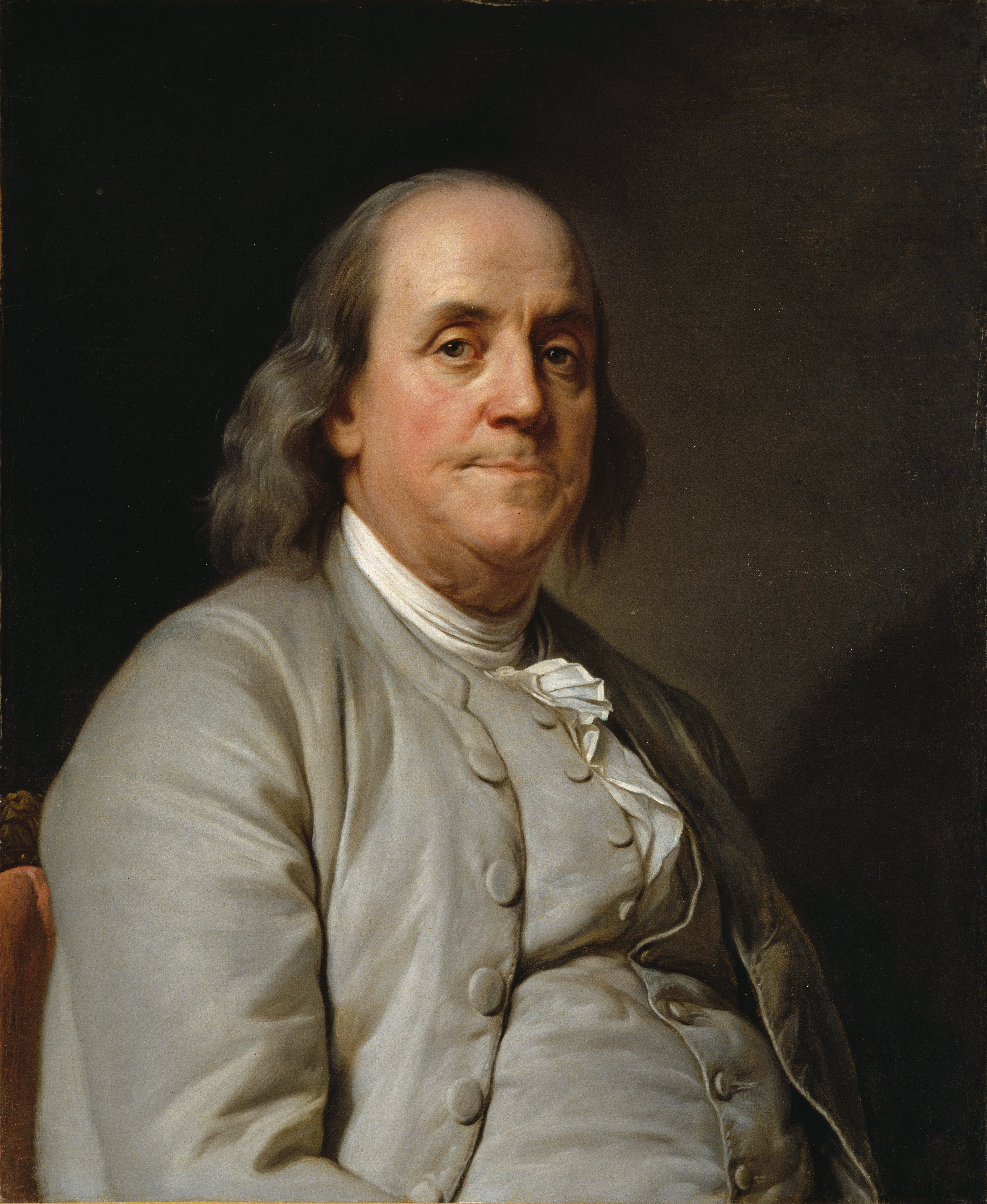
Портрет Франклина кисти Ж. Дюплесси, около 1785 года

Стодолларовый билет выполнен металлографическим способом с применением глубокой печати и имеет размер 6,14 на 2,61 дюйма (155,956 на 66,294 мм), такой же, как современные банкноты США всех других номиналов. Свинцово-бежево-зелёная окраска приблизительно совпадает с цветовой гаммой двух- и однодолларовой банкнот. Положение основных внешних элементов (номиналов, печатей Федеральной резервной системы и Казначейства, контрольных букв, номера квадранта, номера клише, девиза «In God We Trust» на обратной стороне) — такое же, как на банкнотах номиналом 50, 20 и 10 долларов. Серия (год выпуска) указана в нижней части, слева от портрета. В то же время стодолларовая банкнота является единственным федеральным резервным билетом, где обрамлённый портрет занимает всю ширину и где номинал на печати Казначейства указан цифрами, а не словами. В текущей серии билетов, впервые выпущенной в 1996 году, изображение Бенджамина Франклина выполнено по портрету художника Жозефа Дюплесси на основе специальной современной гравюры Томаса Хипшена. На обратной стороне билета изображён фасад Индепенденс-холла, где были подписаны Декларация независимости и Конституция США.
В четвёртом квартале 2008 года ожидалось начало производства новой серии стодолларовых банкнот 2004 года вслед за уже выпущенными банкнотами меньшего достоинства.

### Серия 2009 года
21 апреля 2010 года правительство США обнародовало новую серию стодолларовой банкноты 2009 года, которую планировалось ввести в обращение 10 февраля 2011 года. Однако 1 октября 2010 года ФРС США объявила о некоторых проблемах при изготовлении банкнот, поэтому ввод их в обращение был отложен. При этом старые банкноты остались в обороте. Обмен старых банкнот на новые не проводится, так как все банкноты остаются законным платежным средством.
8 октября 2013 года новая 100-долларовая банкнота вышла в свет.
В целом, виньетка на оборотной стороне и портрет на лицевой по сравнению с текущими банкнотами увеличены, а обрамляющий овал удалён. Новые банкноты, кроме того, содержат выдержку из Декларации независимости и изображение пера, которым была подписана Декларация. Оба изображения находятся справа от портрета. На обратной стороне новых банкнот виньетка изображает не фасад, а заднюю часть Индепенденс-холла.

### Элементы защиты
Банкноты серий 1996—2003A обладают пятью элементами защиты: водяным знаком, сплошной защитной нитью, двумя микропечатями, меняющей цвет краской и тонкими концентрическими линиями. Кроме того, как и на других билетах, на стодолларовой банкноте есть защитные вкрапления красных и синих волокон, а также магнитная защита, нанесённая соответствующей краской. Эта защита, введённая в 1988 году для лицевой стороны 100-, 20- и 50-долларовых банкнот, представляет собой сочетание магнитных и немагнитных участков. Водяной знак расположен на белом поле справа от печати Казначейства и повторяет портрет Франклина. Стодолларовые банкноты образца 1996 года содержат шесть вариантов водяного знака. Защитная нить со словами «USA 100» расположена между печатью Федеральной резервной системы и портретом. Эта нить видна лишь при просвечивании и исключает возможность фотокопирования, а в ультрафиолете выглядит красной. Одна микропечать, тоже с надписями «USA100», размещена внутри номинала в левом нижнем углу, другая с надписью «UNITED STATES OF AMERICA» расположена на лацкане камзола Франклина. Меняющая цвет банкноты краска присутствует на номинале в правом нижнем углу. Под прямым углом краска выглядит зелёной, а при наклонном рассмотрении — чёрной. Такой эффект цветовой дифракции краске придают входящие в её состав многослойные металлические хлопья. Тонкие и изящные концентрические линии образуют фон портрета и Индепенденс-холла.

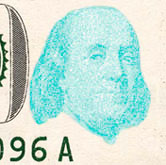
Водяной знак
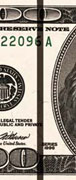
Защитная нить
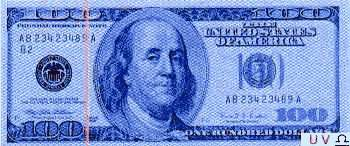
Защитная нить в ультрафиолете
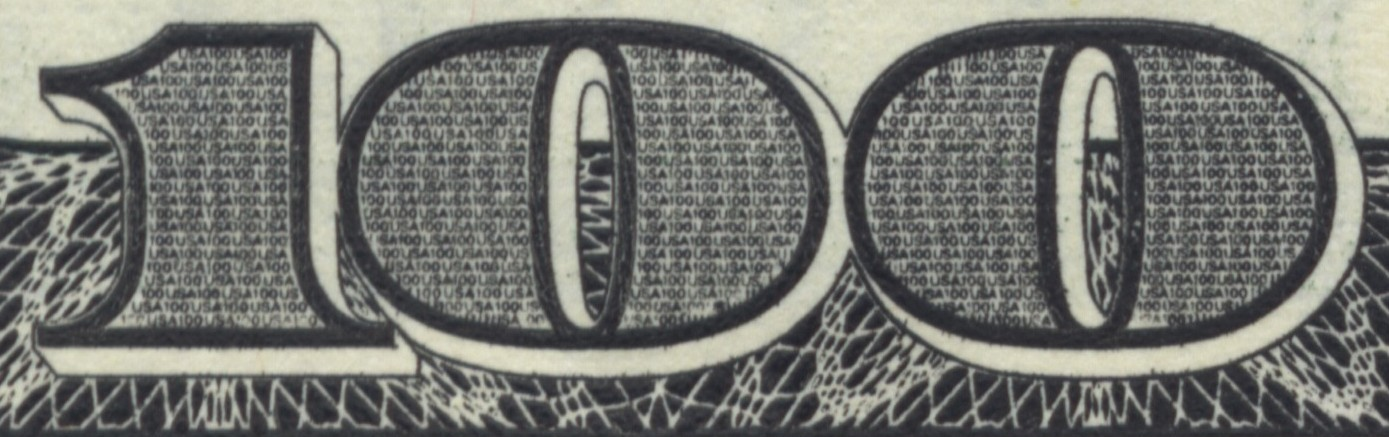
Микропечать «USA100»
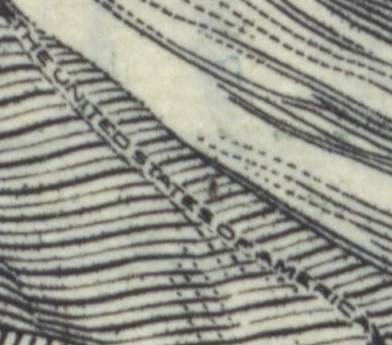
Микропечать «THE UNITED STATES OF AMERICA»
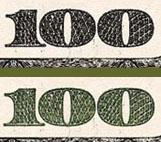
Меняющая цвет краска
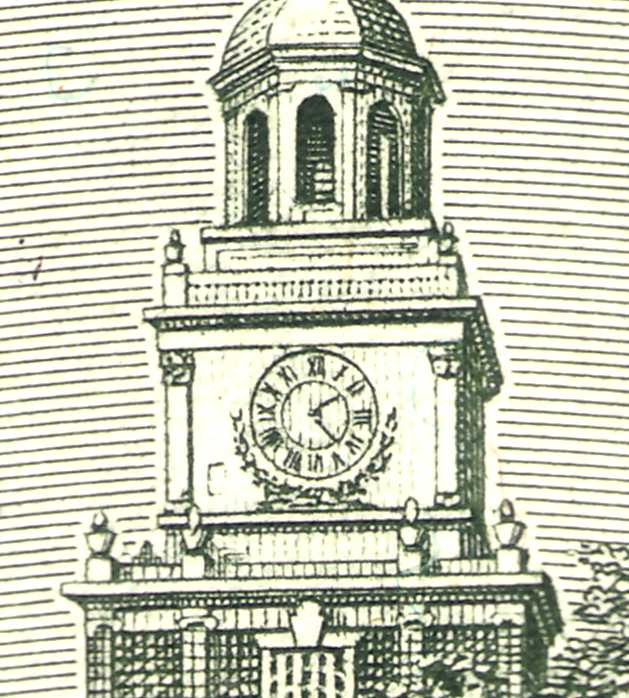
Концентрические линии у часов Индепенденс-холла
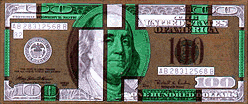
Магнитная защита

#### Элементы защиты серий 2009 и 2013 годов
Главные элементы защиты стодолларовой банкноты, начиная с серии 2009 года — это голографическая защитная нить, изображение чернильницы, справа от защитной нити, и рельефный оттиск на правом плече Франклина. На оборотной стороне имеется крупная яркая надпись «100». На разработку элементов защиты новой стодолларовой банкноты ушло более десятилетия.

## История

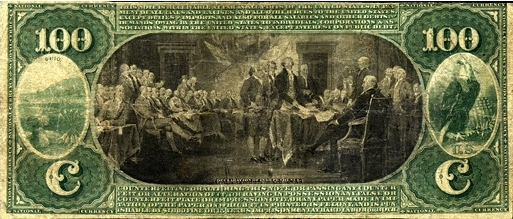
Картина «Декларация независимости» Джона Трамбулла, репродуцированная на обратной стороне банкнот серий 1863 и 1875 годов

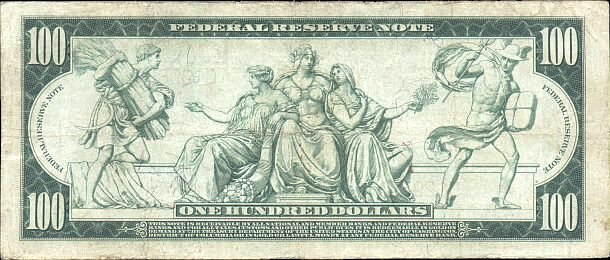
Обратная сторона федерального резервного билета серии 1914 года с аллегориями труда, изобилия, Америки, мира и Гермесом (слева направо)

Первые стодолларовые билеты США 1862 и 1863 годов изображали американского орла.
Конфедеративные Штаты Америки выпускали собственные стодолларовые билеты с портретами Люси Пикенс (жены губернатора Южной Каролины Фрэнсиса Пикенса), министра обороны Конфедерации Джорджа Рэндолфа и Джона Кэлхуна (все — 1862 года). На лицевой стороне казначейского билета с портретом Пикенс соседствуют изображения пехотинца и артиллериста конфедератов. Одновременно выпускались стодолларовые казначейские билеты отдельных штатов Конфедерации, в частности, Виргинии, с портретами Джорджа Вашингтона, губернатора штата Летчера и индианки с луком (слева направо); Северной Каролины; Техаса (все — 1862 год); Джорджии, с гербом штата в центре и портретом губернатора Джозефа Брауна слева (1863 год). Из-за дефицита сырья в Северной Каролине её стодолларовый билет 1862 года был напечатан на бывшей облигации.
В 1863 году вышли стодолларовые билеты национальных банков с портретом Оливера Хазарда Перри на лицевой стороне (последующие серии — 1864, 1865, 1875, 1882 и 1882/1908 годы). Перри изображён слева покидающим свой флагманский корабль «Лоурэнс» во время сражения на озере Эри, на основе одноимённой картины Уильяма Пауэлла; справа изображена аллегория Союза с фасцией по гравюре Джеймса Баннистера. В 1869 году вышел билет с портретом Авраама Линкольна (последующие серии — 1875, 1878 и 1880 годы) и символическим изображением Реконструкции. Портрет Линкольна на этих банкнотах был выгравирован Чарльзом Бартом на основе фотографии Энтони Бергера, сделанной 9 февраля 1864 года. Серия 1869 года получила прозвище «радужной» (rainbow) из-за синей краски, ярко-красных печатей и зелёных серийных номеров. В 1871 был выпущен золотой сертификат на сто долларов с портретом Томаса Бентона (следующие серии — 1882 и 1922 годы). На так называемой Департаментской серии 1882 года номер серии этих сертификатов не обозначен. В 1878, 1880 и 1891 годах выпускались стодолларовые серебряные сертификаты с портретом Джеймса Монро. Серии стодолларовых казначейских билетов 1890 и 1891 годов изображали Дэвида Фаррагута, второго флотоводца после Перри на билетах такого номинала. С 1923 года на всех стодолларовых билетах стал изображаться Бенджамин Франклин и размеры со 189×79 мм уменьшились до 156×67 мм. Франклин внёс значительный вклад в американскую экономику и выступал за использование колониями бумажных денег в торговле. В Нью-Джерси он наладил станковое производство денег и, как отмечал, «вырезал несколько орнаментов и штампов для банкнот». Франклин также опубликовал, в частности, статьи «Скромное исследование о природе и необходимости бумажных денег» (1729 год), «О цене на хлеб и управлении бедными» (1766 год) и «Замечания и факты, касающиеся американских бумажных денег» (1767 год).
В 1950 году стодолларовый федеральный резервный билет претерпел ряд изменений, в частности серое число «100», а также печати Казначейства и Федеральной резервной системы стали меньше. Последняя печать стала, кроме того, зубчатой. В 1966 году были выпущены стодолларовые билеты Соединённых Штатов (одна из устаревших разновидностей американской валюты) с новой казначейской печатью, на которой латинскую надпись «THESAUR. AMER. SEPTENT. SIGIL.» («печать Казначейства Северной Америки») заменила простая английская «The Department of the Treasury». В 1969 году по распоряжению президента Ричарда Никсона выпуск всех банкнот номиналом больше ста долларов был прекращён в целях борьбы с организованной преступностью. В 1991 году в серии 1990 года были введены новые защитные элементы — микропечать и металлическая защитная нить. 25 марта 1996 года был выпущен стодолларовый билет с усовершенствованной защитой, включавшей новый портрет Франклина в более старшем возрасте (также работы Дюплесси), водяной знак с его изображением, меняющую цвет краску и тончайшие фоновые линии. Серийный номер был увеличен на одну букву.
Раритетные экземпляры стодолларовых билетов включают серии 1862, 1863, 1890 и 1891 годов, а также серебряные сертификаты 1878 и 1880 годов.

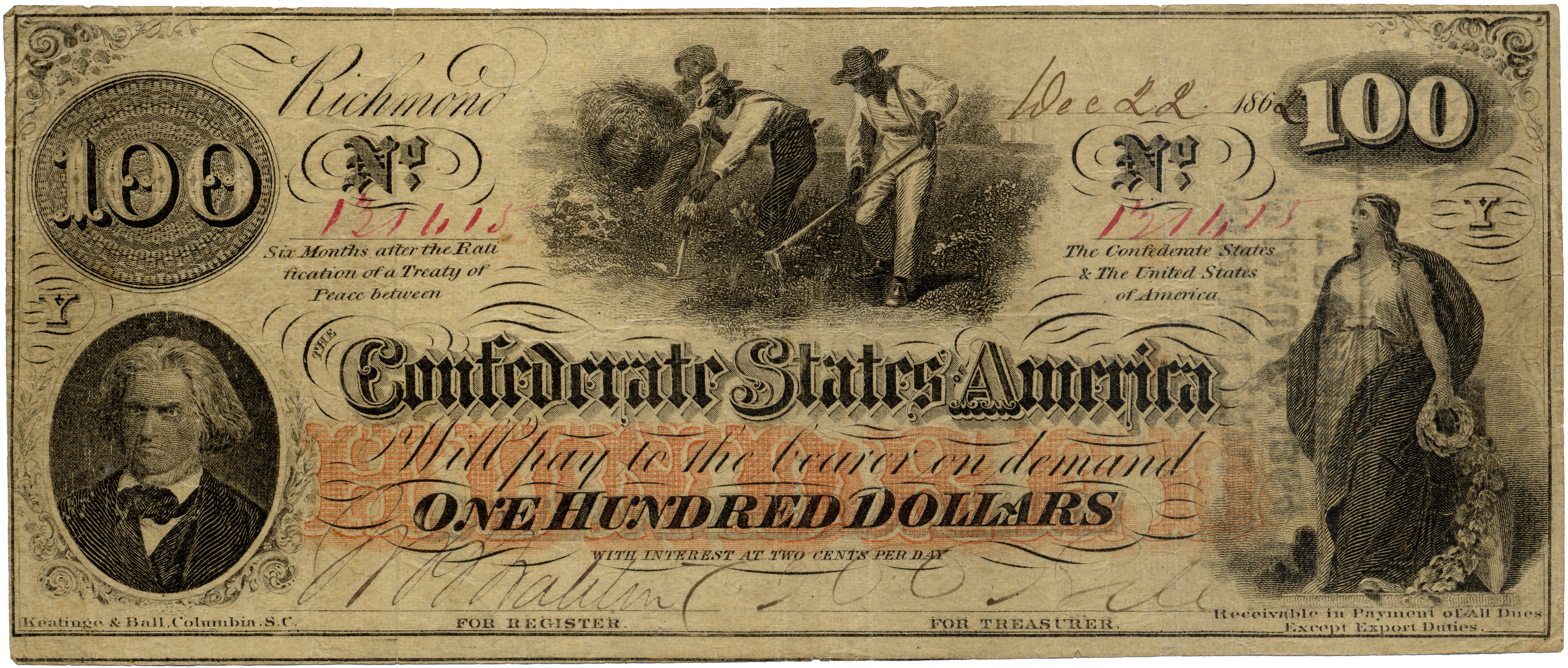
Сто долларов Конфедерации с портретом Кэлхуна, 1862 год
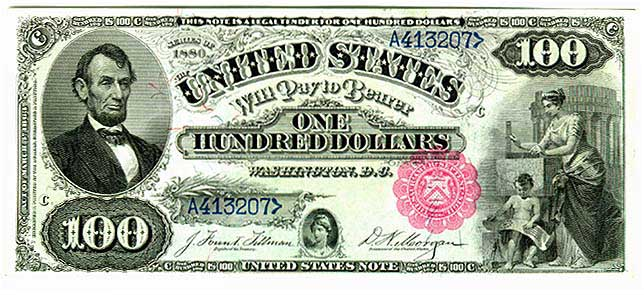
Сто долларов серии 1880 года с портретом Линкольна
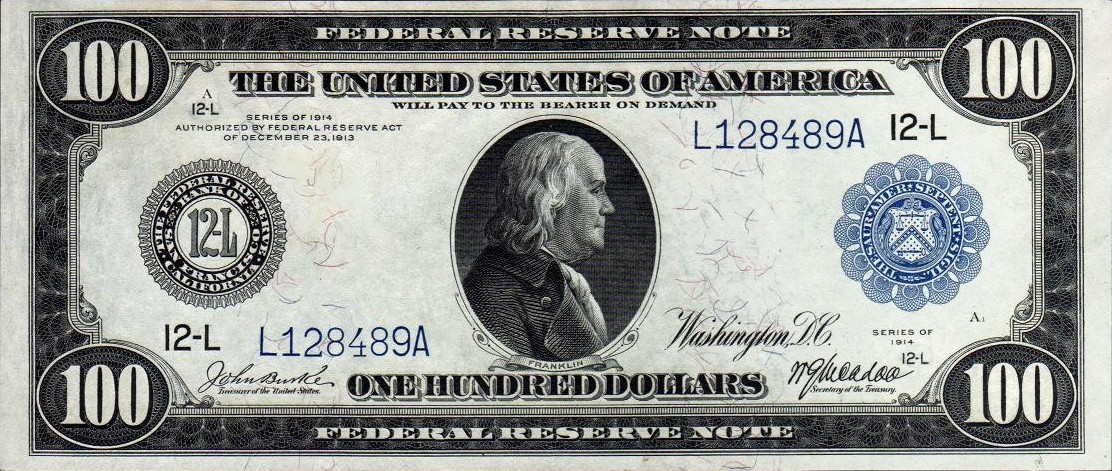
Сто долларов серии 1914 года (Франклин в профиль)
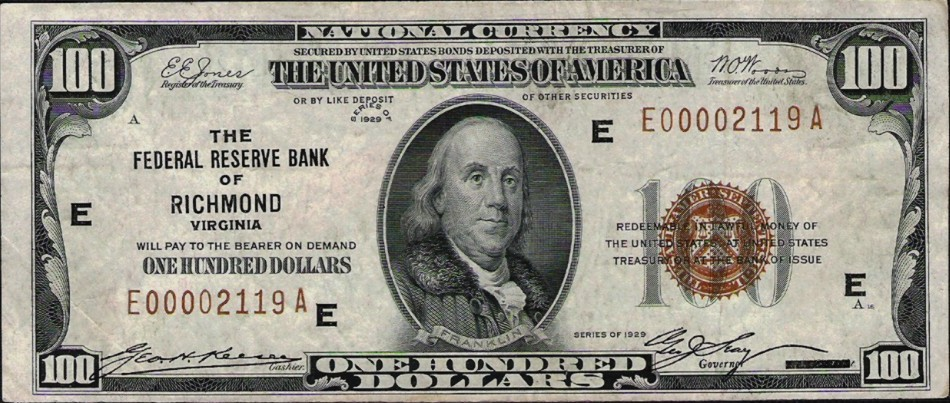
Сто долларов серии 1929 года
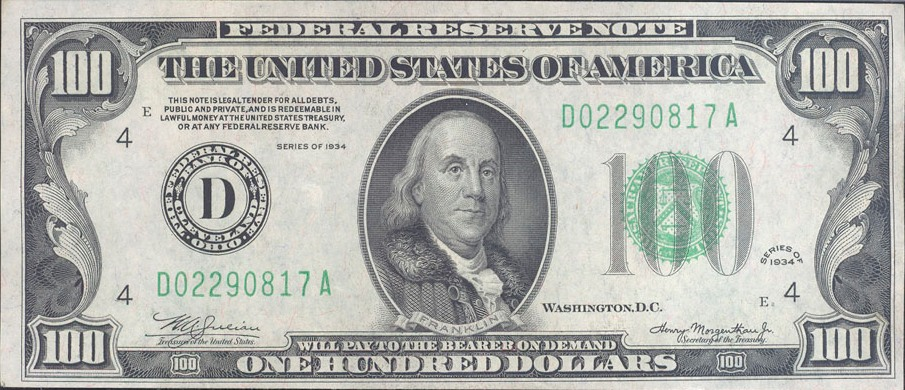
Сто долларов серии 1934 года
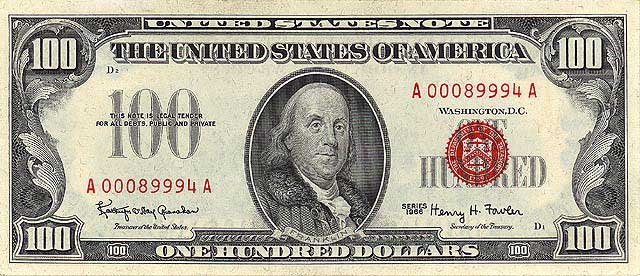
Сто долларов серии 1966 года
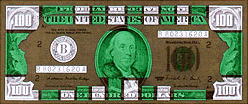
Схема магнитной защиты серии 1988 года
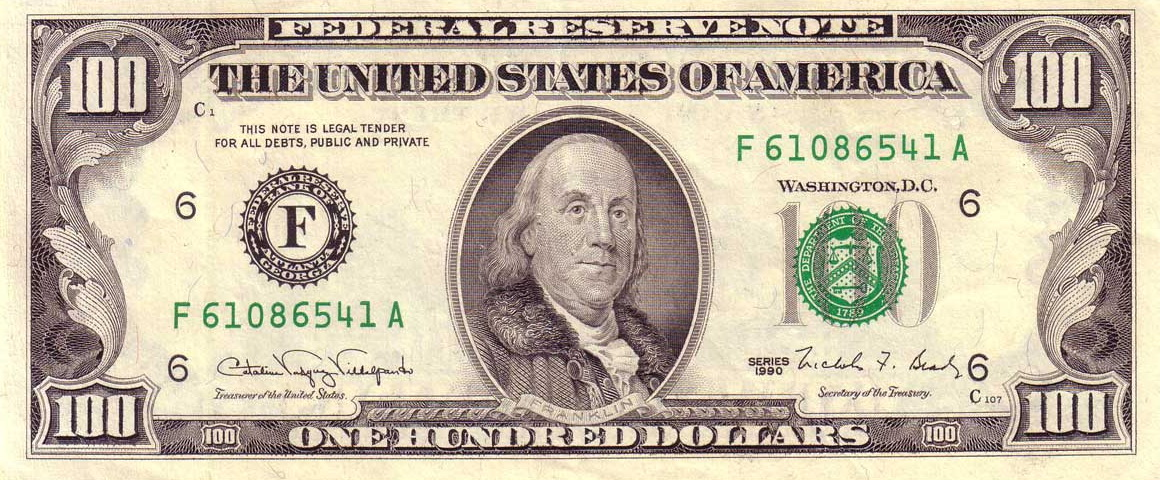
Сто долларов серии 1990 года
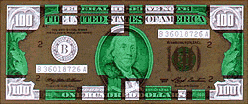
Схема магнитной защиты серий 1990—1993 годов

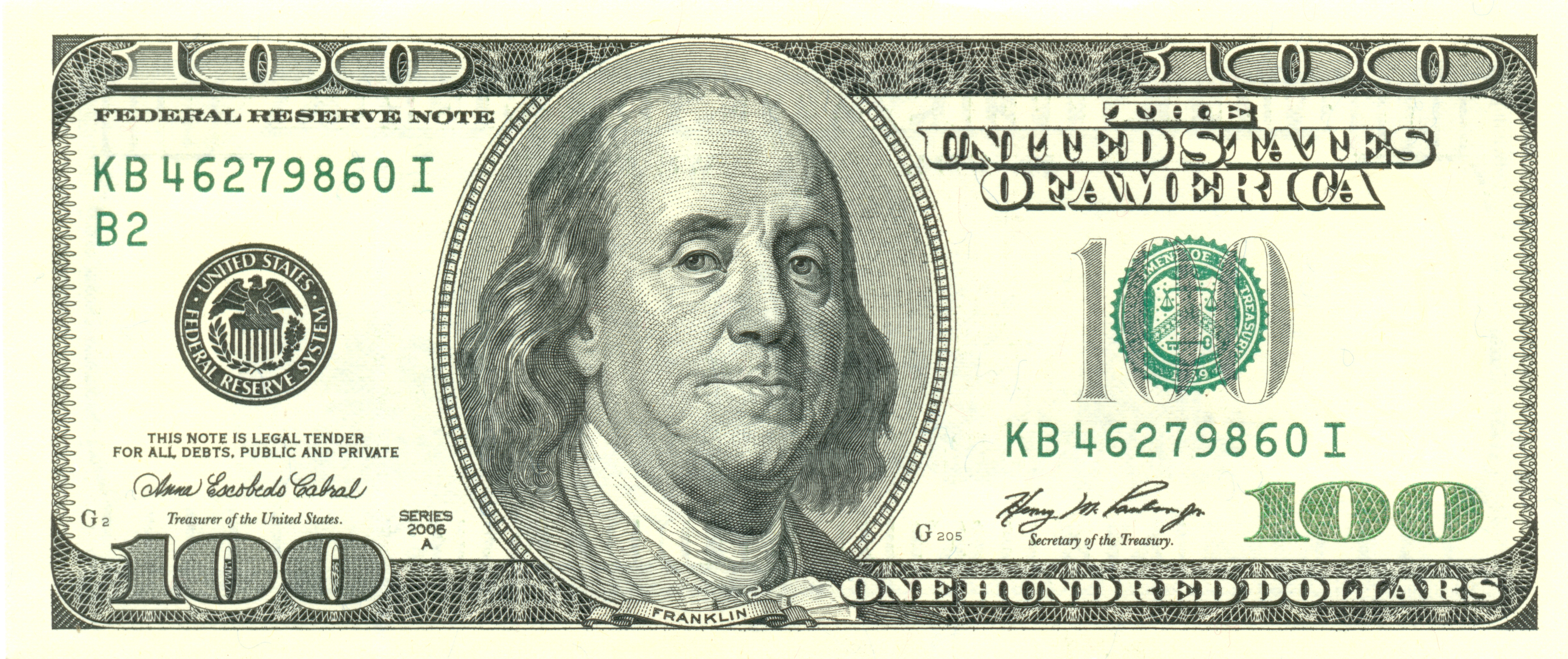
Сто долларов серии 2006 года (аверс)
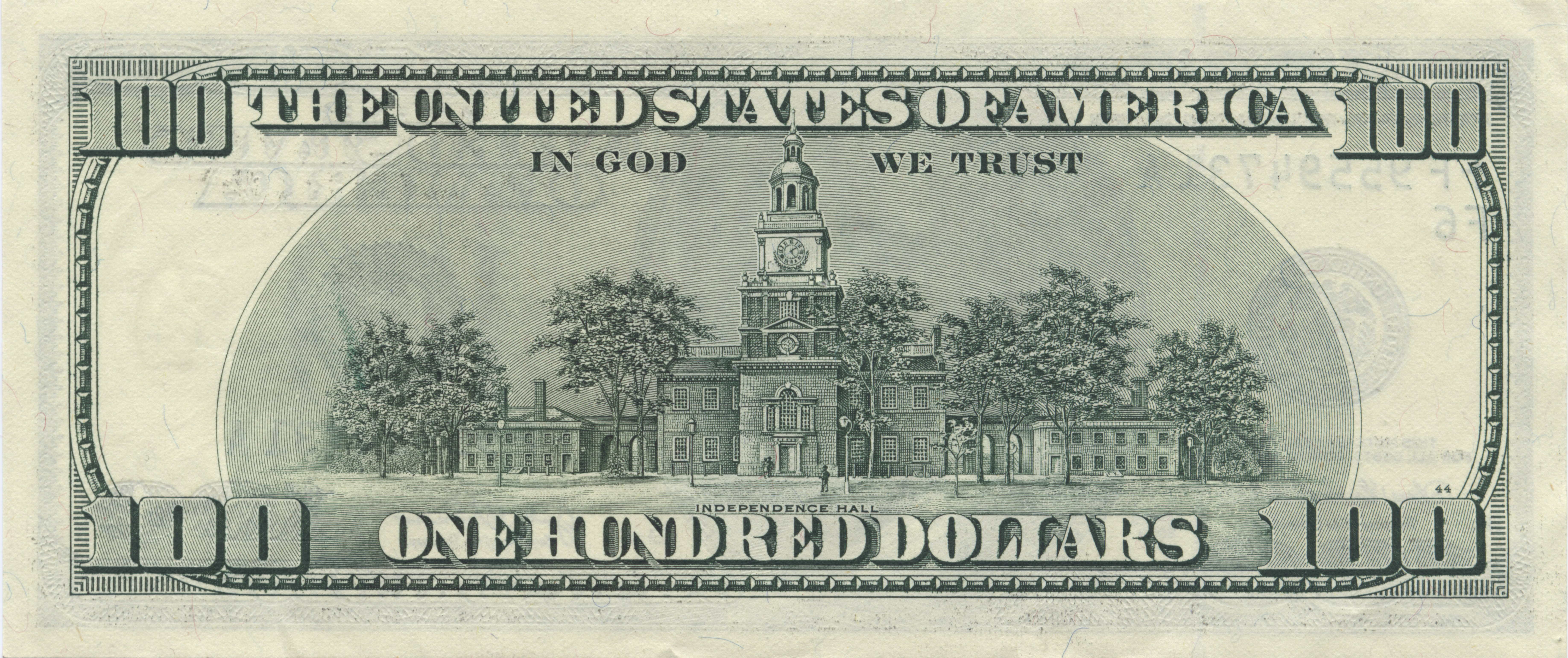
Сто долларов серии 2006 года (реверс)

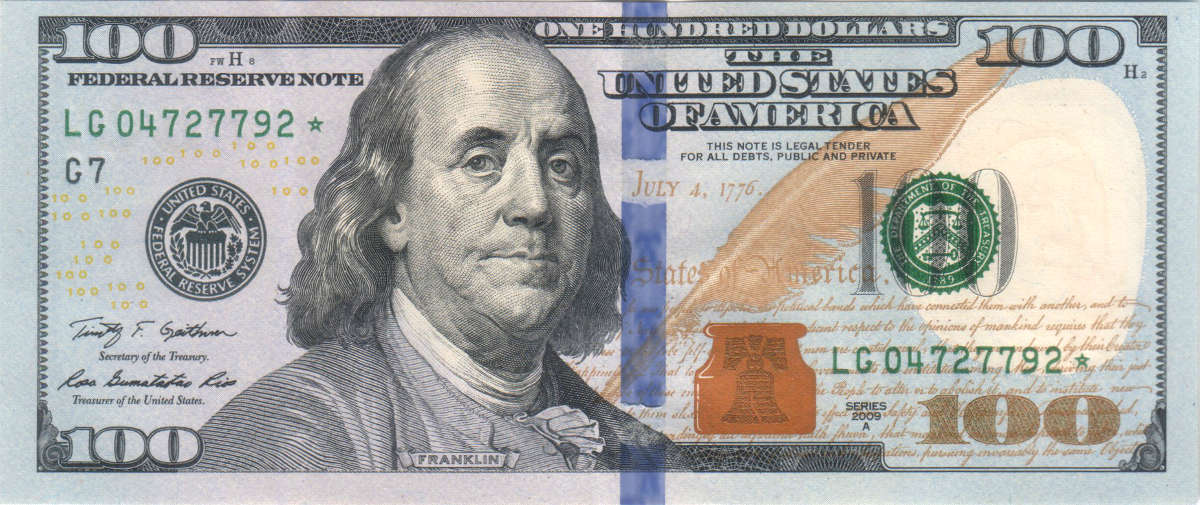
Сто долларов серии 2009 года (аверс)
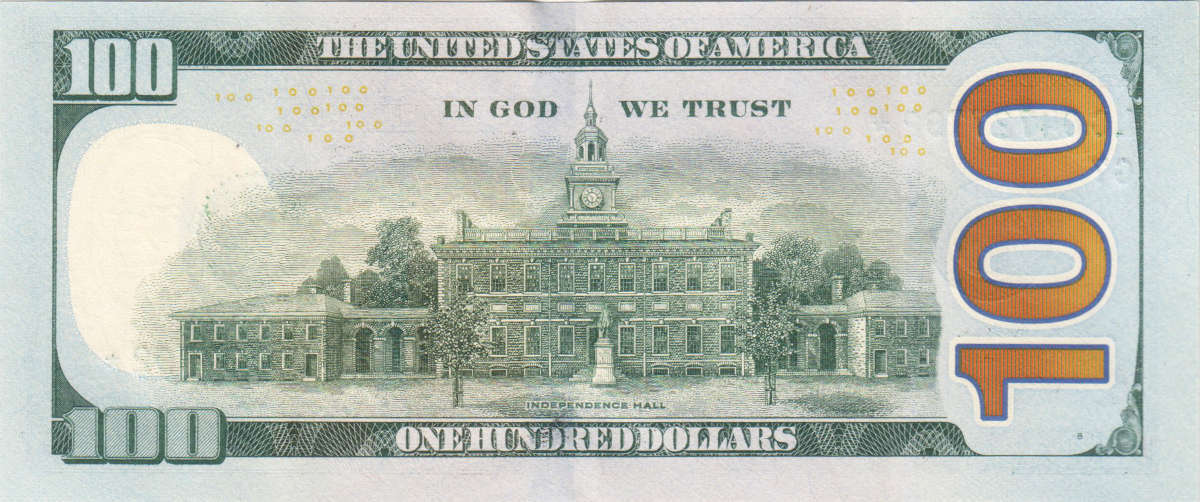
Сто долларов серии 2009 года (реверс)

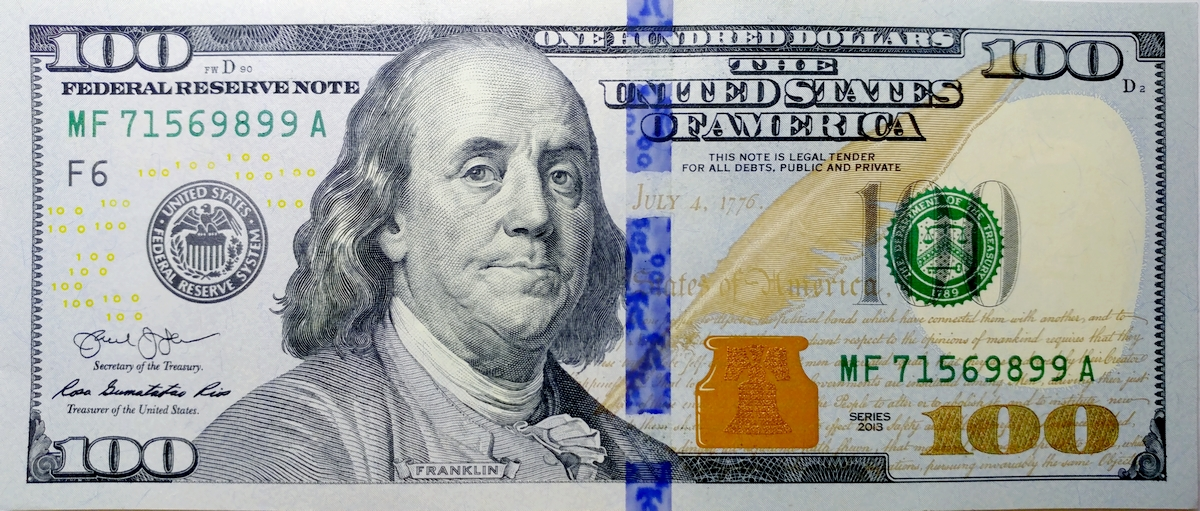
Сто долларов серии 2013 года (аверс)
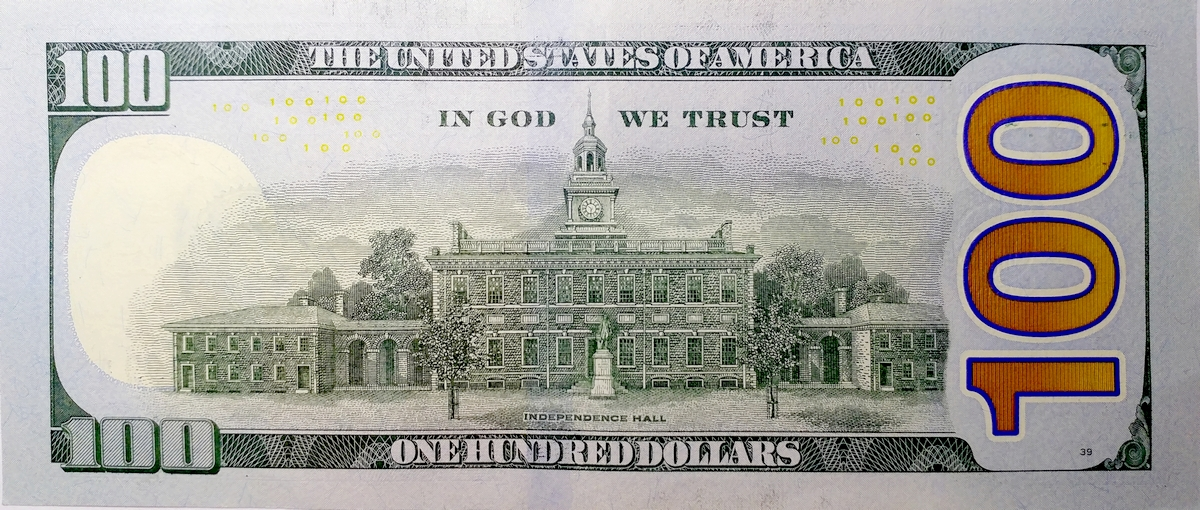
Сто долларов серии 2013 года (реверс)

## Подделки
По частоте подделывания стодолларовые банкноты занимают второе место после двадцатидолларовых. В многообразии известных стодолларовых подделок выявлены образцы, изготовленные пятью способами: металлографией,
плоской офсетной печатью, трафаретной печатью, ксерокопированием и капельно-струйной печатью. Неоднократно встречались подделки очень высокого качества. Так, например, в 1898 году работники Казначейства, не сумев определить подлинность пяти стодолларовых серебряных сертификатов, перенаправили их в Секретную службу. Только после погружения сертификатов в горячую воду было выявлено, что они — поддельные.
В 1928 году в Америке были обнаружены подделки серии 1914 года и в следующем году — в Германии в больших количествах. Как и настоящие банкноты, они были изготовлены методом глубокой печати. На одной из них был безукоризненно исполнен портрет Франклина и его фон, но всё же и на лицевой и на оборотной сторонах присутствовал ряд дефектов. В мае 1932 года в правлении ФРС были обнаружены две новых подделки этого типа. Они имели печать Федерального резервного банка в Нью-Йорке с номерами В 2570214 А и В 2572208 А.
С 1990-х годов особую опасность стали представлять северокорейские «супердоллары». Как и настоящие доллары, они, в частности, состоят из 75 % хлопка и 25 % льна, имеют те же элементы защиты, а также точную копию печати Казначейства. Первые стодолларовые подделки этого типа были обнаружены в 1989 году в одном из банков Манилы, когда визуальная и тактильная проверка не дала результатов. Различные разведывательные структуры признали одного из высокопоставленных приближённых Ким Чен Ира ключевой фигурой в производстве высококачественных стодолларовых банкнот. По словам сотрудника американского отдела по борьбе с преступностью Марка Смита, когда они впервые столкнулись с северокорейскими стодолларовыми банкнотами, агент Секретной службы долгое время изучал один образец и не смог сказать, является ли он поддельным.
По данным американских федеральных органов за 2002 год, в обращении на тот период находилось как минимум 15—18 млн поддельных стодолларовых банкнот. В апреле 2005 года власти Южной Кореи перехватили 1400 северокорейских фальшивых стодолларовых банкнот. В 2007 году в штате Гавайи было зафиксировано появление высококачественных поддельных стодолларовых банкнот, которые были обработаны специальным составом, затрудняющим распознавание подлинности.

## Сто долларов в массовой культуре
В разговорном английском сто долларов называют «Benjamin», «C», «C-note» (от соответствующей римской цифры С), «hun», «hundoe», «small» или «yard». Одного из персонажей американского сериала «Побег» зовут Бенджамин «Си-Ноут» Франклин. Среди песен, ссылающихся на сто долларов — «100 Dollar Bills» рэпера Chip Tha Ripper, «$100 Dollar Bill Ya’ll» рэпера Ice Cube, «100 Dollars» группы Manchester Orchestra и дуэта Snake and Jet’s Amazing Bullit Band, а также «100 Dollar Bag» Бини Мэна.
В 1992 году в канадском городе Калгари был учреждён кинофестиваль под названием $100 Film Festival. В 2006 году был сформирован канадский музыкальный дуэт под названием $100.